# Landgericht Gießen (1821–1879)
Das Landgericht Gießen war von 1821 bis 1879 ein erstinstanzliches Gericht der ordentlichen Gerichtsbarkeit mit Sitz in Gießen in der Provinz Oberhessen des Großherzogtums Hessen.

## Bezeichnung
Die Gerichte erster Instanz in den Provinzen Oberhessen und Starkenburg des Großherzogtums Hessen trugen von 1821 bis 1879 die Bezeichnung Landgericht, die für die Städte Gießen und Darmstadt zuständigen dagegen die Bezeichnung „Stadtgericht“ – ohne dass dies eine Auswirkung auf ihre sachliche oder instanzielle Zuständigkeit hatte.

## Gründung
Ab 1821 trennte das Großherzogtum Hessen auch auf der unteren Ebene die Rechtsprechung von der Verwaltung. 
 Im Bereich Gießens und seines Umlandes wurden die Aufgaben der Verwaltung dem Landratsbezirk Gießen übertragen, die Aufgaben der Rechtsprechung dem Landgericht Gießen und dem Stadtgericht Gießen, die hinsichtlich instanzieller und sachlicher Zuständigkeit gleichgestellt waren, aber unterschiedliche Gerichtsbezirke aufwiesen. Das für das Stadtgericht Gießen zuständige Obergericht war das Hofgericht Gießen. 

## Bezirk
Der Bezirk des Landgerichts Gießen umfasste:
| Gemeinde               | Herkunft                                                               | Zugang | Abgang | Anmerkung                                           |
| ---------------------- | ---------------------------------------------------------------------- | ------ | ------ | --------------------------------------------------- |
| Albach                 | Patrimonialgericht Busecker Tal                                        | 1827   |        |                                                     |
| Allendorf/Lahn         | Amt Hüttenberg                                                         | 1821   | 1827   | An das Stadtgericht Gießen                          |
| Allendorf an der Lumda | Amt Allendorf an der Lumda                                             | 1821   |        |                                                     |
| Alten-Buseck           | Patrimonialgericht Busecker Tal                                        | 1827   |        |                                                     |
| Annerod                | Amt Hüttenberg                                                         | 1821   |        |                                                     |
| Bersrod                | Patrimonialgericht Busecker Tal                                        | 1827   |        |                                                     |
| Beuern                 | Patrimonialgericht Busecker Tal                                        | 1827   |        |                                                     |
| Burkhardsfelden        | Patrimonialgericht Busecker Tal                                        | 1827   |        |                                                     |
| Daubringen             | Amt Gießen                                                             | 1821   |        |                                                     |
| Garbenteich            | Amt Gießen                                                             | 1821   | 1867   | An Stadtgericht Gießen                              |
| Großen-Buseck          | Patrimonialgericht Busecker Tal                                        | 1827   |        |                                                     |
| Großenlinden           | Stadtamt Gießen                                                        | 1821   | 1827   | An das Stadtgericht Gießen                          |
| Hausen                 | Amt Hüttenberg                                                         | 1821   | 1867   | An Stadtgericht Gießen                              |
| Hermannstein           | Patrimonialgericht Hermannstein der Freiherren Schenck zu Schweinsberg | 1822   | 1853   | An das Stadtgericht Gießen                          |
| Kirch-Göns             | Amt Hüttenberg                                                         | 1821   | 1827   | An das Stadtgericht Gießen                          |
| Kleinlinden            | Stadtamt Gießen                                                        | 1821   | 1827   | An das Stadtgericht Gießen                          |
| Lang-Göns              | Amt Hüttenberg                                                         | 1821   | 1827   | An das Stadtgericht Gießen                          |
| Leihgestern            | Amt Hüttenberg                                                         | 1821   | 1867   | An Stadtgericht Gießen                              |
| Lollar                 | Amt Gießen                                                             | 1821   |        |                                                     |
| Mainzlar               | Amt Gießen                                                             | 1821   |        |                                                     |
| Oppenrod               | Patrimonialgericht Busecker Tal                                        | 1827   |        |                                                     |
| Pohl-Göns;             | Amt Hüttenberg                                                         | 1821   | 1827   | An das Stadtgericht Gießen                          |
| Reiskirchen            | Patrimonialgericht Busecker Tal                                        | 1827   |        |                                                     |
| Rödgen                 | Patrimonialgericht Busecker Tal                                        | 1827   |        |                                                     |
| Ruttershausen          | Amt Gießen                                                             | 1821   |        |                                                     |
| Staufenberg            | Amt Gießen                                                             | 1821   |        |                                                     |
| Steinbach              | Amt Gießen                                                             | 1821   |        |                                                     |
| Trohe                  | Stadtamt Gießen                                                        | 1821   |        |                                                     |
| Watzenborn-Steinberg   | Amt Gießen                                                             | 1821   | 1867   | An Stadtgericht Gießen                              |
| Wieseck;               | Stadtamt Gießen                                                        | 1821   |        |                                                     |
| Winnerod               | Landgericht Grünberg                                                   | 1861   |        | Im Zuge der Eingemeindung von Winnerod nach Bersrod |

## Weitere Entwicklung
Als 1822 die Freiherren von Schenck zu Schweinsberg die ihnen in einigen Orten zustehende Patrimonialgerichtsbarkeit an den Staat abtraten, wurde Hermannstein dem Landgericht Gießen zugeteilt.
Zum 1. April 1827 trat die freiherrliche Familie von Buseck ihr Patrimonialgericht im Busecker Tal an den Staat ab. Die dort gelegenen Gemeinden wurden dem Landgericht Gießen zugeordnet (siehe: Übersicht). Zum Ausgleich wurde unter dem gleichen Datum die örtliche Zuständigkeit für eine Reihe von Gemeinden an das Stadtgericht Gießen abgegeben. (siehe: Übersicht).
Im Zuge einer umfassenden Neugliederung der Gerichtsbezirke wurde Hermannstein zum 15. Oktober 1853 an das Stadtgericht Gießen abgegeben.
Zum 1. März 1861 wurde Winnerod, das bis dahin zum Landgericht Grünberg gehört hatte, in die Bürgermeisterei Bersrod, die zum Bezirk des Landgerichts Gießen gehörte, eingemeindet. Damit verbunden war, dass nun auch Winnerod dem Bezirk des Landgerichts Gießen zugeordnet wurde.
Die nächste Änderung des Gerichtsbezirks verursachten die Folgen des Friedensvertrags vom 3. September 1866 zwischen dem Großherzogtum Hessen und dem Königreich Preußen: Zum 20. Januar 1867 wurde die vormals kurhessische Enklave Treis an der Lumda dem Bezirk zugeschlagen. Zum Ausgleich von durch Preußen annektierte Gemeinden im Bezirk des Stadtgerichts Gießen wurde die Zuständigkeit für eine Reihe von Ortschaften an dieses abgegeben (siehe Übersicht).

## Ende
Mit dem Gerichtsverfassungsgesetz von 1877 wurden Organisation und Bezeichnungen der Gerichte reichsweit vereinheitlicht. Zum 1. Oktober 1879 hob das Großherzogtum Hessen deshalb die Landgerichte auf. Funktional ersetzt wurden sie durch Amtsgerichte. So ersetzte nun das Amtsgericht Gießen das Landgericht Gießen (ebenso wie das bisherige Stadtgericht Gießen). „Landgerichte“ nannten sich nun die den Amtsgerichten direkt übergeordneten Obergerichte. Das Amtsgericht Gießen wurde dem Bezirk des Landgerichts Gießen zugeordnet.

## Persönlichkeiten
- Karl Bücking, Landrichter (1848–1855)
- Karl Ploch, Landrichter ab 1821
- Christoph Trapp, Landrichter